# Hywel el Bueno
Hywel Dda (n. 880 - f. 950) o Hywel el Bueno (en ocasiones anglificado como Howell) o el Próspero (debido a sus extensos terrenos y sus numerosas concubinas) fue un famoso rey del reino de Deheubarth en el sudoeste de Gales, que mediante su astucia y maniobras políticas[cita requerida] finalmente consiguió gobernar la mayor parte del actual territorio de Gales. Como descendiente de Rhodri Mawr “El Grande” por parte de su padre Cadell ap Rhodri, era miembro de la rama Dinefwr de la dinastía. Actualmente se cree que originalmente su nombre era Hywel Ddu (“Hywel el Negro”), pero que posteriormente su gobierno fue modificado de forma romántica por los nacionalistas galeses.
Hywel es recordado como uno de los reyes galeses más responsables y capaces antes de la conquista normanda, y recibió el título de Rey de los Britanos. Su nombre se encuentra especialmente asociado a la estructuración y definición de las antiguas leyes de Gales, que a menudo son mencionadas como Leyes de Hywel. Hywel Dda era un hombre educado y erudito, con un conocimiento fluido de latín, inglés y galés.
En abril de 2008 se creó un fondo de inversiones para el sudoeste de Gales  que llevó su nombre en su honor.[cita requerida]

## Biografía
Nació en torno al 880. Era el hijo más joven de Cadell ap Rhodri, hijo de Rhodri el Grande. En 905, después de que Cadell conquistara Dyfed, entregó el territorio a su hijo para que lo gobernara en su nombre. Hywel consolidó su posición casándose con Elen ferch Llywarch, cuyo padre había gobernado Dyfed hasta su muerte. Tras la muerte de Cadell en 909, Hywel heredó una parte de Seisyllwg, y tras la muerte de su hermano mayor en 920, unió Dyfed y Seisyllwg, creando un nuevo reino que sería conocido como Deheubarth. A la muerte de su primo Idwal Foel en 942, también consiguió adquirir el reino de Gwynedd.

## Reinado

### Paz con Inglaterra

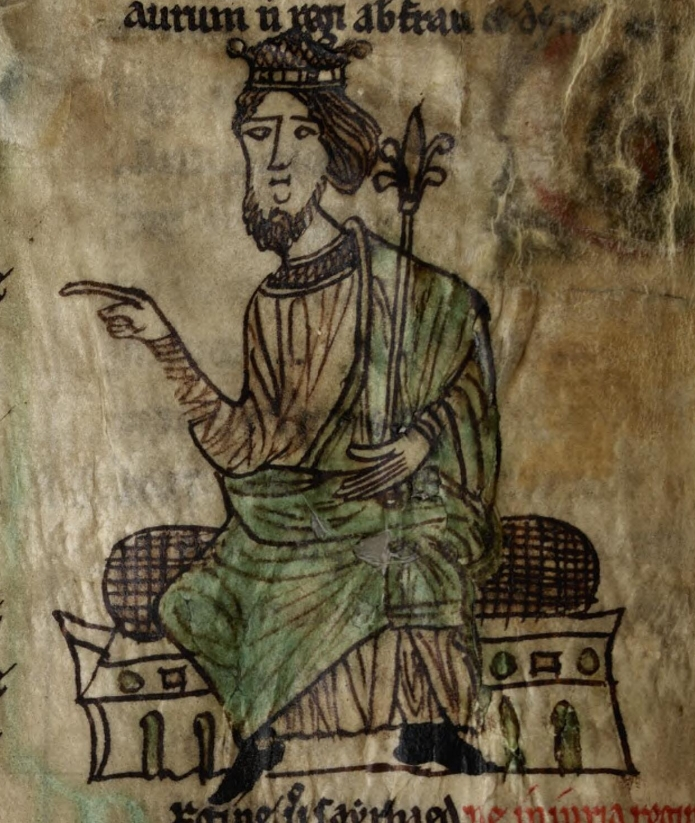
Hwyel Dda en el manuscrito Peniarth 28.

El reinado de Hywel no fue pacífico, pero consiguió alcanzar un acuerdo con el rey Athelstan de Inglaterra. Athelstan y Hywel gobernaron parte de Gales conjuntamente. Las relaciones entre ambos mejoraron de tal manera que Hywel llegó a acuñar moneda en la ciudad inglesa de Chester. Fue el único gobernante galés que llegó a acuñar moneda propia. [cita requerida]
Su estudio de los sistemas legales y su visita a Roma en el año 928 en un peregrinaje le permitieron desarrollar un sistema avanzado de leyes para su reino. El Libro de Leyes de Hywel estaba escrito en galés y parcialmente en latín, conteniendo las Leyes de la Corte, las Leyes del País y las Leyes de la Justicia.
Existen diversas teorías sobre los motivos de la estrecha relación entre Hywel y el rey Athelstan. J.E. Lloyd afirma que Hywel era un admirador de la corte de Wessex, imitando muchos de sus elementos, mientras que D.P Kirby sugiere que Hywel actuó de forma pragmática, reconociendo la realidad del poder político en Gran Bretaña en el siglo X. También es notable que diera a uno de sus hijos un nombre anglosajón, Edwin. Evidentemente, su política de acercamiento a Inglaterra no fue del agrado de todos sus vasallos. Athelstan y Hywel eran dos reyes que compartían intereses similares. Ambos acuñaron moneda, y a ambos se les atribuyen códigos de leyes. Es muy posible que Hywel admirara el poder de su vecino y tratara de adaptar su política a su propio reino.
Según Sir Ifor Williams un poema galés titulado Armes Pryedein fue escrito en Deheubarth durante el reinado de Hywel, en el que se pedía a los galeses que se aliaran con todos los pueblos no anglosajones de Gran Bretaña e Irlanda para expulsar a los sajones. El poema puede haber estado vinculado a la alianza entre los reinos nórdicos y célticos que se enfrentaron a Athelstan en la Batalla de Brunanburb en el año 937. Ningún ejército galés se unió a esta alianza, es posible que debido a la influencia de Hywel. Por otra parte, tampoco envió tropas en apoyo del rey Athelstan.

### Las Leyes de Hywel
Hacia el año 945 Hywel convocó una asamblea en Whitland en la que la ley galesa fue codificada y escrita para la posteridad. Gran parte del código fue escrito por el clérigo Blegywryd.

## Muerte
Pocos años después de codificar la ley galesa, hacia el año 950, Hywel murió, y su reino se dividió en tres. Gwynedd fue conquistado por los hijos de Idwal Foel, mientras que Deheubarth fue dividido entre los hijos de Hywel. Sin embargo, su legado sobrevivió en sus leyes, que permanecerían vigentes en Gales hasta su conquista por Inglaterra y no fueron abolidas por el parlamento inglés hasta el siglo XVI. Una copia de la ley (manuscrito “Peniarth 28”) se conserva en la Biblioteca Nacional de Gales.
Recientemente más de treinta manuscritos fueron seleccionados para una conferencia y debate por Hywel Emanuel, profesor de estudios medievales de Gales. Sólo cinco de ellos fueron considerados lo bastante antiguos, remontándose al siglo XIII o antes, para ser atribuidos a Hywel. Tres de ellos estaban escritos en latín y dos en galés.